# ريان فولر
ريان فولر (بالإنجليزية: Ryan Fowler)‏ هو لاعب كرة قدم أمريكية أمريكي، ولد في 20 مايو 1982.

## وصلات خارجية
- ريان فولر على موقع مرجع كرة القدم المحترفة.كوم (الإنجليزية)